# チャールズ・チバナ
チャールズ・コシロ・チバナ  (シャルレス・シバーナ)（Charles Koshiro Chibana 1989年11月9日- ）はブラジル・サンパウロ州サンパウロ出身の日系人柔道選手。階級は66kg級。48kg級のガブリエラ・チバナはいとこにあたる。

## 人物
柔道は兄の影響で3歳の時に始めた。2007年に北京で開催された世界団体では決勝で日本チームに敗れたものの2位となった。2008年に東京で開催された世界団体では3位だった。2009年からは階級をそれまでの60kg級から66kg級に上げた。しかし、ブラジルのこの階級には世界選手権で2年連続銀メダルを獲得したレアンドロ・クーニャがいたために、ロンドンオリンピックには出場できなかった。2013年には7月のグランドスラム・モスクワを始めとして、国際大会で3度の優勝を飾った。8月には地元で開催された世界選手権に出場して、準決勝では海老沼匡を指導1でリードするものの終盤に合技で逆転負けした。3位決定戦では福岡政章に袖釣込腰を掛けると、それが一旦は一本と判断されるも取り消されて、技ありに訂正された。その後大外刈で逆転の一本負けを喫して5位に終わり、メダルを獲得することが出来なかった。11月のグランドスラム・東京では決勝で高上智史に指導1で敗れた。2014年にはパンナム選手権で優勝すると、世界ランキングの1位に躍り出た。しかし、世界選手権では2回戦で敗れた。2015年のパンアメリカン競技大会では優勝を飾った。2016年のリオデジャネイロオリンピックでは初戦で海老沼に敗れた。

## 主な戦績
60kg級での戦績
- 2007年 - 世界団体 2位
- 2008年 - 南米選手権　3位
- 2008年 - 世界団体　3位

66kg級での戦績
- 2010年 - ワールドカップ・マイアミ　2位
- 2011年 - ワールドカップ・マイアミ　2位
- 2012年 - グランドスラム・リオデジャネイロ　5位
- 2013年 - パンナムオープン・モンテビデオ　優勝
- 2013年 - パンナムオープン・ブエノスアイレス　2位
- 2013年 - 南米選手権　優勝
- 2013年 - パンナム選手権　3位
- 2013年 - パンナムオープン・サンサルバドル　優勝
- 2013年 - グランドスラム・モスクワ　優勝
- 2013年 - 世界選手権　5位
- 2013年 - グランドスラム・東京　2位
- 2014年 - グランプリ・サムスン　3位
- 2014年 - パンナム選手権　優勝
- 2014年 - グランドスラム・チュメニ　優勝
- 2015年 - パンアメリカン競技大会　優勝
- 2016年 -　グランプリ・ハバナ　5位
- 2016年 - パンナム選手権　優勝
- 2016年 - グランドスラム・アブダビ2016　3位
- 2017年 -　パンナムオープン・リマ　優勝
- 2017年 -　グランドスラム・エカテリンブルグ　2位
- 2018年 -　グランプリ・カンクン　3位

(出典、JudoInside.com)